# Camporgiano
Camporgiano är en ort och kommun i provinsen Lucca i regionen Toscana i Italien. Kommunen hade 2 133 invånare (2018).